# Порту (футбольний клуб)
«По́рту» (порт. Futebol Clube do Porto) — португальський футбольний клуб з міста Порту. Виступає у Прімейра-Лізі, найвищому дивізіоні системи футбольних ліг Португалії.
Заснований 28 вересня 1893 року. «Порту» входить до «Великої трійки Португалії» (порт. Os Três Grandes) разом з лісабонськими «Бенфікою» та «Спортінгом», які брали участь у кожному сезоні Прімейра-Ліги від моменту її заснування у 1934 році. Команда отримала прізвисько Dragões (дракони) за міфічну істоту на верхівці клубної емблеми та Azuis e brancos (синьо-білі) за кольори футболок. Вболівальників клубу називають portistas. З 2003 року «Порту» проводить свої домашні матчі на Ештадіу ду Драгау, який замінив попередній 51-річний стадіон Даш-Анташ.
«Порту» є другою найбільш титулованою командою у Португалії, маючи в активі 84 трофеї. На національному рівні команда здобула 30 титулів Чемпіонату Португалії (п'ять з яких здобуті поспіль між сезонами 1994—95 і 1998—99 та є рекордом португальського футболу), 19 Кубків Португалії, 4 титули Національного чемпіонату, 1 Кубок португальської ліги та рекордні 23 Суперкубки Португалії. «Порту» є однією з двох команд, які виграли чемпіонат Португалії без поразок (у сезонах 2010—11 та 2012—13 років). Також у сезоні 2010—11 «Порту» досяг найбільшої різниці очок між першим і другим місцями за системою «три очки за перемогу» (21 очко).
У міжнародних змаганнях «Порту» є найбільш титулованою португальською командою, маючи в активі сім трофеїв. Команда здобула Кубок європейських чемпіонів/Лігу чемпіонів УЄФА у 1987 та 2004 роках, Кубок УЄФА/Лігу Європи у 2003 та 2011 роках, Суперкубок УЄФА у 1987 році та Міжконтинентальний кубок у 1987 та 2004 роках. Крім того, клуб посів друге місце у Кубку володарів кубків 1983—1984, а також Суперкубок УЄФА 2003, 2004 та 2011 років. «Порту» є єдиним португальським клубом, який здобув Кубок УЄФА/Лігу Європи, Суперкубок УЄФА, Міжконтинентальний кубок, а також досяг континентального треблу в домашньому чемпіонаті, кубку та єврокубку (2002—03 та 2010—11). «Порту» займає третє місце за участю на груповому етапі Ліги чемпіонів УЄФА (23 рази), після «Барселони» та «Реала» (24 рази). В УЄФА, «Порту» посідає 9 місце в клубному рейтингу всіх часів, а також 21 місце в клубній таблиці коефіцієнтів УЄФА станом на початок сезону 2023—24.

## Історія
28 вересня 1893 комерсант Антоніу Ніколау д'Алмейда, що експортує портвейн в Англію, оголосив про створення футбольного клубу  Foot-ball Club do Porto. День заснування був обраний не випадково, 28 вересня - день народження правлячого тоді короля Португалії Карлуша I і його дружини Амелії, що народилися в один день. Антоніу д'Алмейда був переконаним монархістом.Також офіційними клубними кольорами стали кольори Королівського дому Португалії - білий і синій. На перший же матч команди були запрошені король з дружиною.Однак дружина самого д'Альмейда англійка Хільда Рамсей ненавиділа футбол і наполягла, щоб чоловік залишив свою нову забаву і зосередився на винному бізнесі. Після цього клуб фактично припинив своє існування до серпня 1906 року.
Перший трофей «Порту» виграв в 1912 році - Кубок імені Жозе Монтейру да Кошти, а перебравшись в наступному році на поле Campo da Constituição, перемагав в більшості регіональних чемпіонатах.
Роки з 1941 по 1977 у португальському футболі відзначені повною перевагою лісабонських клубів. «Бенфіка» і «Спортінг» розігрували національний титул між собою і лише двічі, в 1956 і 1959 роках дозволили Порту зайняти перше місце в чемпіонаті.
У 2000 році «Порту» став одним з 14 клубів-засновників організації G-14, що об'єднує провідні футбольні клуби Європи. Крім «Порту», в G-14 входять «Аякс», Барселона, «Баварія», Боруссія (Дортмунд), «Інтернаціонале», «Ювентус», «Ліверпуль», «Манчестер Юнайтед», «Марсель», «Мілан» , Парі Сен-Жермен, ПСВ, «Реал Мадрид» і приєдналися пізніше «Арсенал», Баєр 04, «Ліон» і «Валенсія».
У 2003 році «Порту» під керівництвом Жозе Моурінью виграв Кубок УЄФА, Суперлігу Португалії, Кубок і Суперкубок країни. У наступному році клуб переміг і в Лізі чемпіонів (у фіналі перемогли «Монако» 3:0). Після переходу Моурінью у 2004-му «Порту» продовжив домінування на внутрішній арені, здобувши перемоги в чемпіонатах 2006, 2007, 2008, 2009.

## Рекорди
- Найбільша кількість матчів за клуб: Жуан Домінгуш Пінту (587)
- Найбільша кількість матчів у єврокубках: Вітор Баїя (99)
- Найбільша кількість трофеїв: Вітор Баїя (25)
- Найбільша кількість голів: Фернанду Гоміш (352)
- Найбільша кількість голів у єврокубках: Радамель Фалькао (22)

## Досягнення
- Чемпіон Португалії (30) — 1934—35, 1938—39, 1939—40, 1955—56, 1958—59, 1977—78, 1978—79, 1984—85, 1985—86, 1987—88, 1989—90, 1991—92, 1992—93, 1994—95, 1995—96, 1996—97, 1997—98, 1998—99, 2002—03, 2003—04, 2005—06, 2006—07, 2007—08, 2008—09, 2010—11, 2011—12, 2012—13, 2017—18, 2019—20, 2021—22
- Володар кубка Португалії (20) — 1955—56, 1957—58, 1967—68, 1976—77, 1983—84, 1987—88, 1990—91, 1993—94, 1997—98, 1999—00, 2000—01, 2002—03, 2005—06, 2008—09, 2009—10, 2010—11, 2019—20, 2021—22, 2022—23, 2023—24
- Володар кубка португальської ліги (1) — 2022—23
- Володар Суперкубка Португалії (24) — 1981, 1983, 1984, 1986, 1990, 1991, 1993, 1994, 1996, 1998, 1999, 2001, 2003, 2004, 2006, 2009, 2010, 2011, 2012, 2013, 2018, 2020, 2022, 2024
- Переможець Ліги чемпіонів УЄФА (2) — 1986—87, 2003—04
- Переможець Ліги Європи — Кубка УЄФА (2) — 2002—03, 2010—11
- Володар Суперкубка УЄФА (1) — 1986—87
- Володар Міжконтинентального кубка (2) — 1987, 2004

## Склад команди
Станом на 29 травня 2025
| №  | Поз. | Нац.       | Гравець         |
| -- | ---- | ---------- | --------------- |
| 3  | ЗХ   | Португалія | Тьягу Джало     |
| 4  | ЗХ   | Бразилія   | Отавіо          |
| 5  | ЗХ   | Іспанія    | Іван Маркано    |
| 6  | ПЗ   | Канада     | Стівен Еуштакіу |
| 7  | НП   | Бразилія   | Вілліам Гомес   |
| 8  | ПЗ   | Сербія     | Марко Груїч     |
| 9  | НП   | Іспанія    | Саму Омородіон  |
| 10 | ПЗ   | Португалія | Фабіу Вієйра    |
| 11 | НП   | Бразилія   | Пепе            |
| 12 | ЗХ   | Нігерія    | Заїду Санусі    |
| 14 | ВР   | Португалія | Клаудіу Рамуш   |
| 15 | ПЗ   | Португалія | Вашку Соуза     |
| 19 | НП   | Камерун    | Данні Намасо    |
| 20 | ПЗ   | Португалія | Андре Франку    |

| №  | Поз. | Нац.       | Гравець               |
| -- | ---- | ---------- | --------------------- |
| 22 | ПЗ   | Аргентина  | Алан Варела           |
| 23 | ЗХ   | Португалія | Жуан Маріу            |
| 24 | ЗХ   | Аргентина  | Неуен Перес           |
| 25 | ПЗ   | Аргентина  | Томас Перез           |
| 27 | НП   | Туреччина  | Деніз Гюль            |
| 49 | НП   | Португалія | Гонсалу Соуза         |
| 52 | ЗХ   | Португалія | Мартін Фернандіш      |
| 70 | НП   | Португалія | Ґонсалу Боржеш        |
| 74 | ЗХ   | Португалія | Франсішку Моура       |
| 86 | ПЗ   | Португалія | Родрігу Мора          |
| 91 | ВР   | Португалія | Гонсалу Рібейру       |
| 94 | ВР   | Бразилія   | Самуел Портуґал       |
| 97 | ЗХ   | Португалія | Зе Педру              |
| 99 | ВР   | Португалія | Діогу Кошта (капітан) |